# Landifay-et-Bertaignemont
Landifay-et-Bertaignemont est une commune française située dans le département de l'Aisne, en région Hauts-de-France.

## Géographie

### Localisation
- 1Carte dynamique
- 2Carte OpenStreetMap
- 3Carte topographique
- 4Carte avec les communes environnantes
- 5Vue de l'entrée du village

### Climat
Pour des articles plus généraux, voir Climat des Hauts-de-France et Climat de l'Aisne.
En 2010, le climat de la commune est de type climat océanique dégradé des plaines du Centre et du Nord, selon une étude du CNRS s'appuyant sur une série de données couvrant la période 1971-2000. En 2020, Météo-France publie une typologie des climats de la France métropolitaine dans laquelle la commune est exposée à un climat océanique altéré et est dans la région climatique Nord-est du bassin Parisien, caractérisée par un ensoleillement médiocre, une pluviométrie moyenne régulièrement répartie au cours de l’année et un hiver froid (3 °C).
Pour la période 1971-2000, la température annuelle moyenne est de 10,3 °C, avec une amplitude thermique annuelle de 15 °C. Le cumul annuel moyen de précipitations est de 741 mm, avec 12,5 jours de précipitations en janvier et 9 jours en juillet. Pour la période 1991-2020, la température moyenne annuelle observée sur la station météorologique la plus proche, située sur la commune de Fontaine-lès-Vervins à 22 km à vol d'oiseau, est de 10,5 °C et le cumul annuel moyen de précipitations est de 826,3 mm,. Pour l'avenir, les paramètres climatiques de la commune estimés pour 2050 selon différents scénarios d'émission de gaz à effet de serre sont consultables sur un site dédié publié par Météo-France en novembre 2022.

## Urbanisme

### Typologie
Au 1er janvier 2024, Landifay-et-Bertaignemont est catégorisée commune rurale à habitat dispersé, selon la nouvelle grille communale de densité à 7 niveaux définie par l'Insee en 2022.
Elle est située hors unité urbaine. Par ailleurs la commune fait partie de l'aire d'attraction de Guise, dont elle est une commune de la couronne,. Cette aire, qui regroupe 21 communes, est catégorisée dans les aires de moins de 50 000 habitants,.

### Occupation des sols
L'occupation des sols de la commune, telle qu'elle ressort de la base de données européenne d’occupation biophysique des sols Corine Land Cover (CLC), est marquée par l'importance des territoires agricoles (96,6 % en 2018), une proportion identique à celle de 1990 (96,6 %). La répartition détaillée en 2018 est la suivante : 
terres arables (94,9 %), prairies (1,6 %), zones urbanisées (1,5 %), forêts (1,3 %), milieux à végétation arbustive et/ou herbacée (0,6 %).
L'évolution de l’occupation des sols de la commune et de ses infrastructures peut être observée sur les différentes représentations cartographiques du territoire : la carte de Cassini (XVIIIe siècle), la carte d'état-major (1820-1866) et les cartes ou photos aériennes de l'IGN pour la période actuelle (1950 à aujourd'hui).

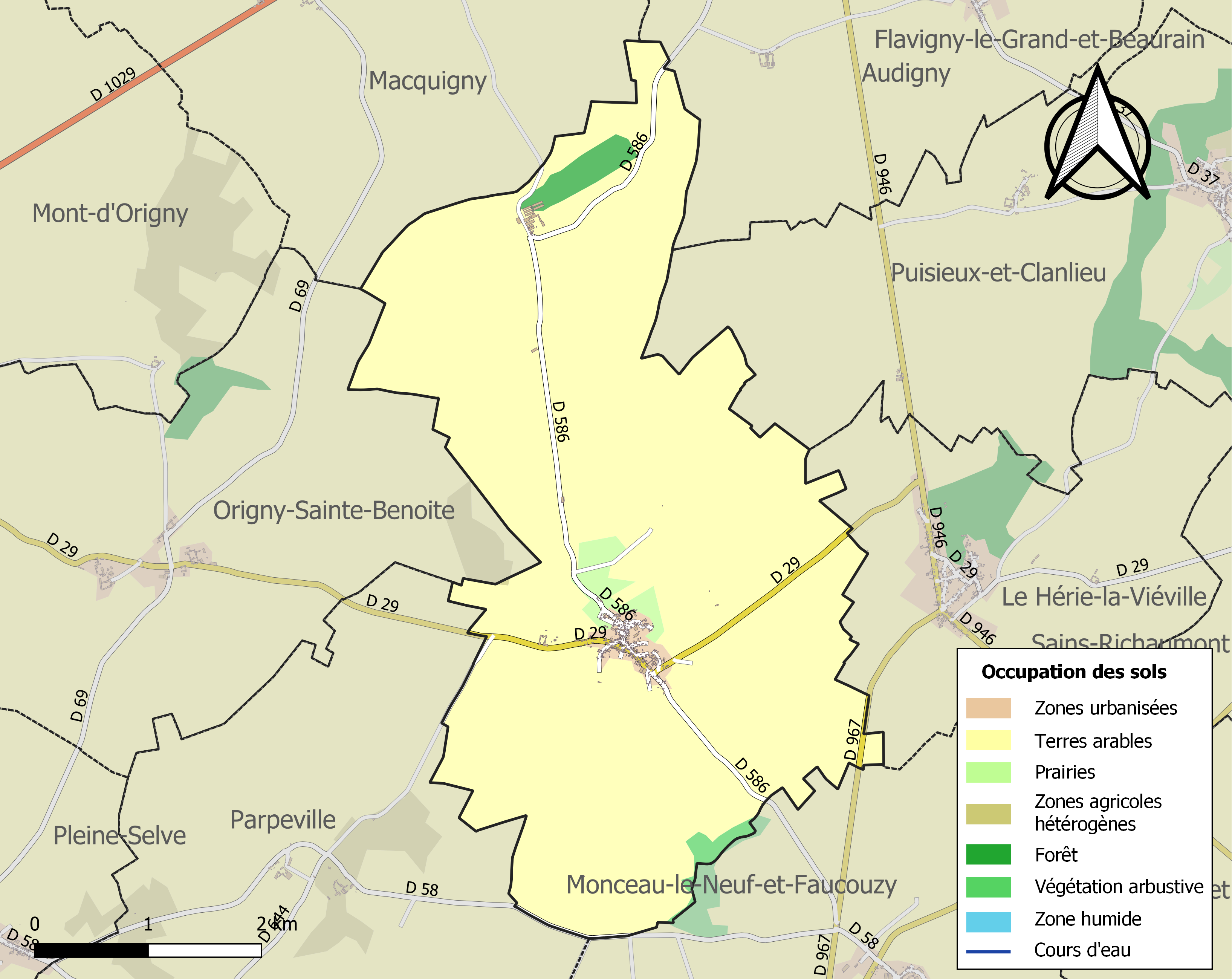
Carte de l'occupation des sols de la commune en 2018 (CLC).

## Toponymie
Landifay est attesté sous les formes Landerfai (1131) ; Landerfait (1135) ; Landirfagetum (1145) ; Landerfaz (1145) ; Landefai (1164) ; Ecclesia Sancti Michaelis de Landierfait (1169) ; Landerfai (XIIe siècle) ; Altare de Landierfageto (XIIe siècle) ; Landierfais (1218) ; Landierfai (1245) ; Landierfay (1250) ; Landierfayt (1278) ; Landiefaye (1415) ; Landiefay (1495) ; Landieffay (1564) ; Landyfay (1603) ; Landiffaye (1729) ; Landiffay (1745) ; Landifai (1780).

Le toponyme garde l'empreinte de l'ancien état forestier. Le second élément Fay est issu du gallo-roman FAGETU, mot basé sur le bas latin FAGU (lat. fagus) « hêtre », suivi du suffixe collectif -ETU, dont le féminin -ETA a donné le suffixe français -aie servant à désigner un ensemble d'arbres appartenant à la même espèce. Le sens global de Fay est donc celui de « hêtraie ».
Bertaignemont est attesté sous les formes Bretegnimons, Bertignimons (XIIe siècle) ; Bertignemont (1258) ; Bretignemons (1278) ; Bretignemont (1333) ; Breteignemont, Bretegnemont (1561) ; Berthainemont (1603) ; Berteinemont (1740) ; Berthemont ; Bertennemont (1759).

## Histoire
La liste des seigneurs de Landifay est connue.
La ferme de Bertaignemont appartenait jadis à une commanderie, formait une paroisse à part et fut rattachée à la commune de Landifay en 1819 par ordonnance royale du 2 juin 1819. Elle appartenait jusqu'en 1801 au canton de Guise avant d'être rattachée au canton de Sains.
Dès le début de la Première Guerre mondiale, le village vit de nombreux passages de troupes, dont la 5e division d'infanterie (France), et divers affrontements dont témoignent plusieurs tombes de poilus et quelques monuments aux morts en France. La ferme de Bertaignemont fut bombardée.
Landifay est un village qui, comme tant d'autres dans la seconde moitié du XXe siècle, a vu sa population diminuer et ses petits commerces disparaître : petit magasin-bazar (proposant, dans un certain fouillis, plein de choses, chaussures, affaires scolaires, etc.), café-tabac. La seule activité commerciale se limite désormais en 2008 à un garage pour voitures sans permis.

## Politique et administration

### Découpage territorial
La commune de Landifay-et-Bertaignemont est membre de la communauté de communes de la Thiérache du Centre, un établissement public de coopération intercommunale (EPCI) à fiscalité propre créé le 31 décembre 1992 dont le siège est à La Capelle. Ce dernier est par ailleurs membre d'autres groupements intercommunaux.
Sur le plan administratif, elle est rattachée à l'arrondissement de Vervins, au département de l'Aisne et à la région Hauts-de-France. Sur le plan électoral, elle dépend du  canton de Marle pour l'élection des conseillers départementaux, depuis le redécoupage cantonal de 2014 entré en vigueur en 2015, et de la troisième circonscription de l'Aisne  pour les élections législatives, depuis le dernier découpage électoral de 2010.

### Administration municipale
| Période                                  | Période                       | Identité                       | Étiquette | Qualité                                                |
| ---------------------------------------- | ----------------------------- | ------------------------------ | --------- | ------------------------------------------------------ |
| Les données manquantes sont à compléter. |                               |                                |           |                                                        |
| avant 1er janvier 1872                   | avant 5 janvier 1881          | Louis Joseph Richet            |           | maire par intérim jusqu'au 27 février 1874, puis maire |
| avant 5 janvier 1881                     | avant 19 mai 1884             | Jean-Baptiste Alphonse Longuet |           | -                                                      |
| avant 19 mai 1884                        | après 31 décembre 1902        | Jules Albert Dieu              |           | -                                                      |
| Les données manquantes sont à compléter. |                               |                                |           |                                                        |
| mars 2001                                | avril 2014                    | Hugues Brault                  |           |                                                        |
| avril 2014                               | En cours (au 14 juillet 2020) | Sandrine Baud'huin             | SE        | Employée Réélue pour le mandat 2020-2026               |

## Démographie
L'évolution du nombre d'habitants est connue à travers les recensements de la population effectués dans la commune depuis 1793. Pour les communes de moins de 10 000 habitants, une enquête de recensement portant sur toute la population est réalisée tous les cinq ans, les populations de référence des années intermédiaires étant quant à elles estimées par interpolation ou extrapolation. Pour la commune, le premier recensement exhaustif entrant dans le cadre du nouveau dispositif a été réalisé en 2008.

En 2022, la commune comptait 248 habitants, en évolution de −9,49 % par rapport à 2016 (Aisne : −1,97 %, France hors Mayotte : +2,11 %).
| 1793 | 1800 | 1806 | 1821 | 1831 | 1836 | 1841  | 1846  | 1851  |
| ---- | ---- | ---- | ---- | ---- | ---- | ----- | ----- | ----- |
| 719  | 699  | 739  | 817  | 962  | 976  | 1 000 | 1 012 | 1 008 |

| 1856  | 1861  | 1866  | 1872  | 1876  | 1881  | 1886  | 1891  | 1896 |
| ----- | ----- | ----- | ----- | ----- | ----- | ----- | ----- | ---- |
| 1 004 | 1 054 | 1 084 | 1 064 | 1 041 | 1 022 | 1 001 | 1 003 | 961  |

| 1901 | 1906 | 1911 | 1921 | 1926 | 1931 | 1936 | 1946 | 1954 |
| ---- | ---- | ---- | ---- | ---- | ---- | ---- | ---- | ---- |
| 972  | 917  | 861  | 630  | 668  | 622  | 626  | 565  | 571  |

| 1962 | 1968 | 1975 | 1982 | 1990 | 1999 | 2006 | 2008 | 2013 |
| ---- | ---- | ---- | ---- | ---- | ---- | ---- | ---- | ---- |
| 512  | 482  | 389  | 339  | 312  | 277  | 294  | 299  | 282  |

| 2018 | 2022 | - | - | - | - | - | - | - |
| ---- | ---- | - | - | - | - | - | - | - |
| 263  | 248  | - | - | - | - | - | - | - |

## Lieux et monuments
- Église Saint-Rémi de Landifay-et-Bertaignemont. Au cimetière se dresse une petite chapelle en ruine qui a tenu pendant la guerre, mais dont l'accès est désormais dangereux.
- Monument aux morts.
- Calvaire.

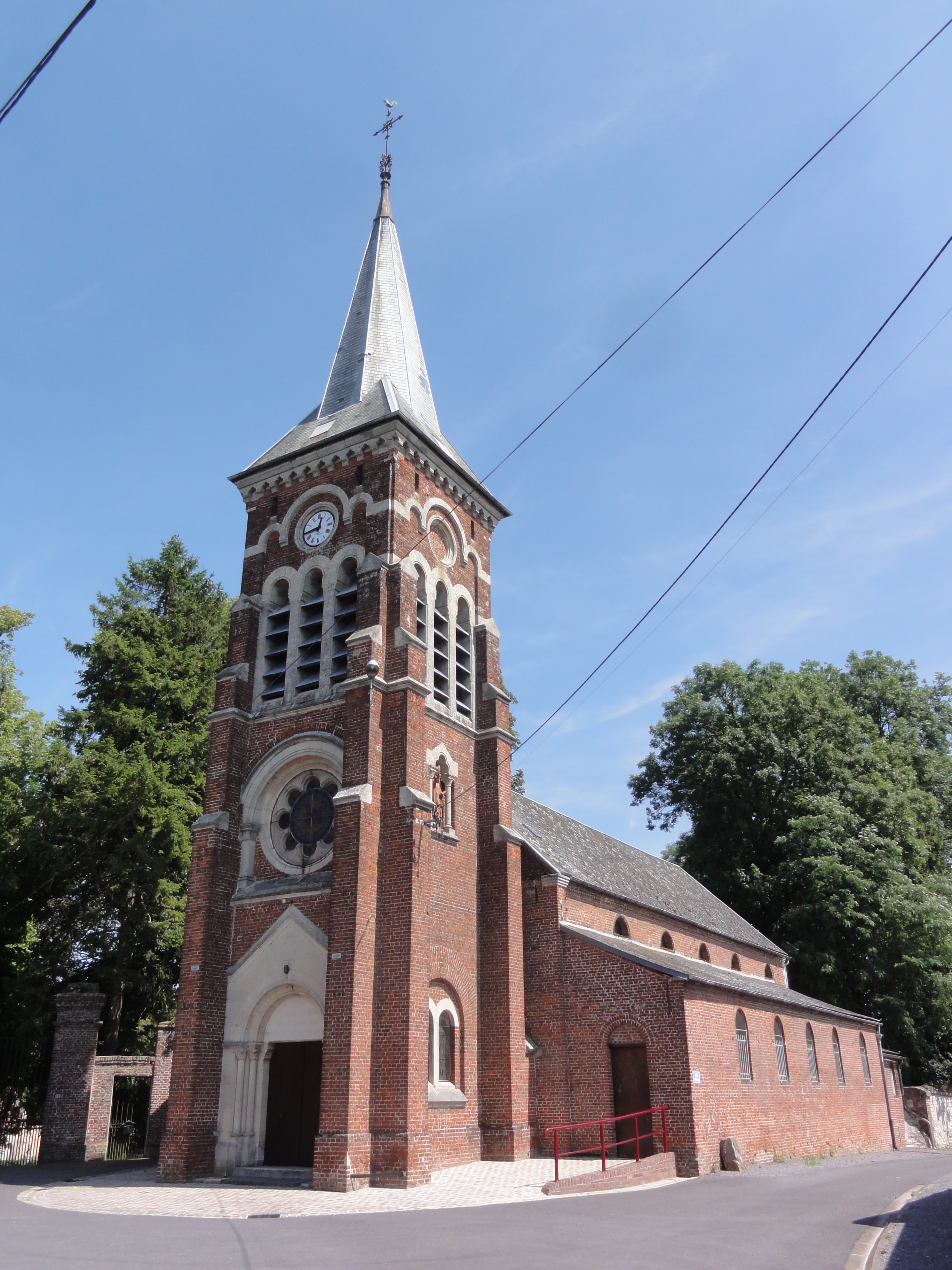
Église Saint-Rémi.
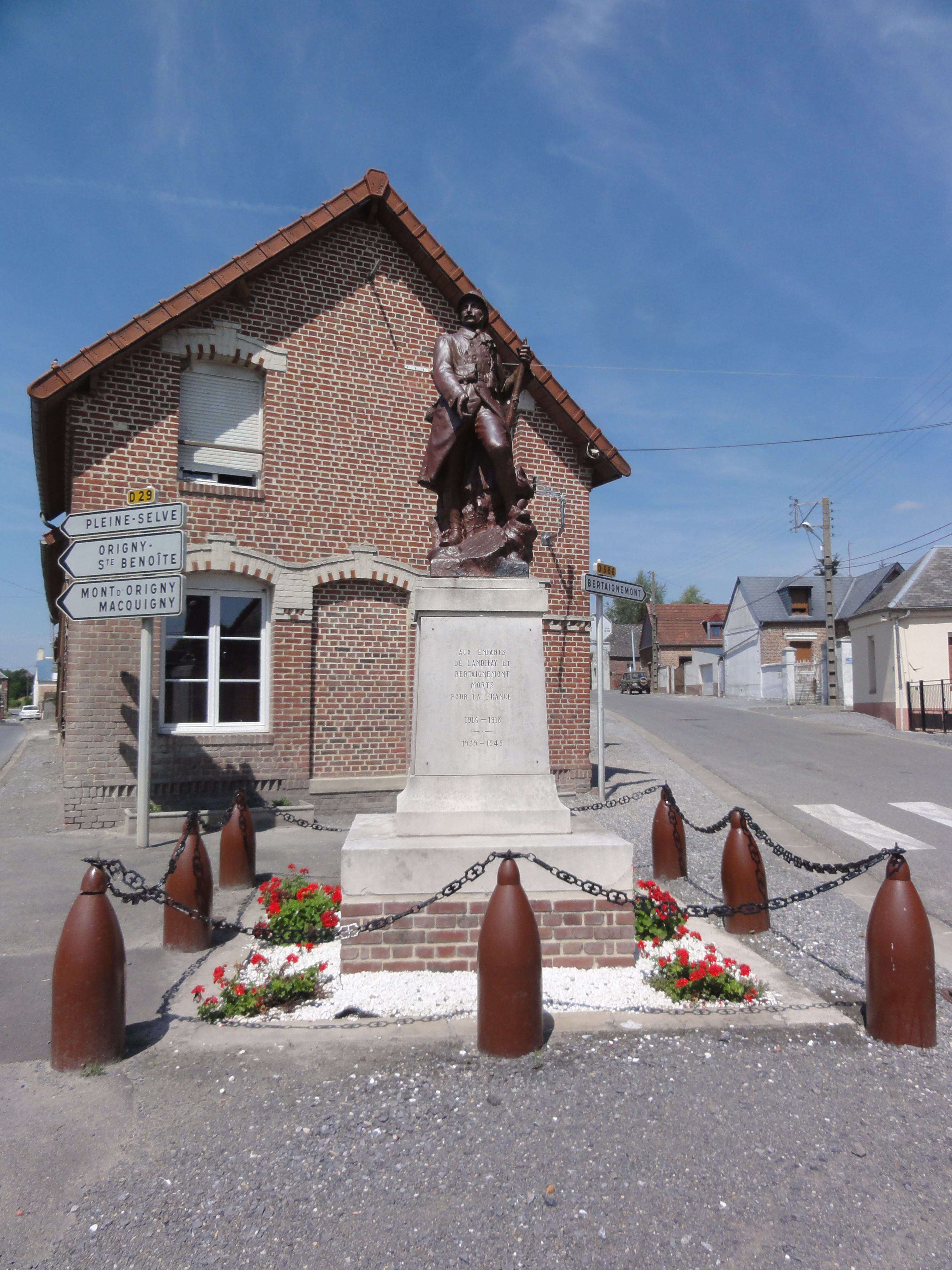
Monument aux morts.
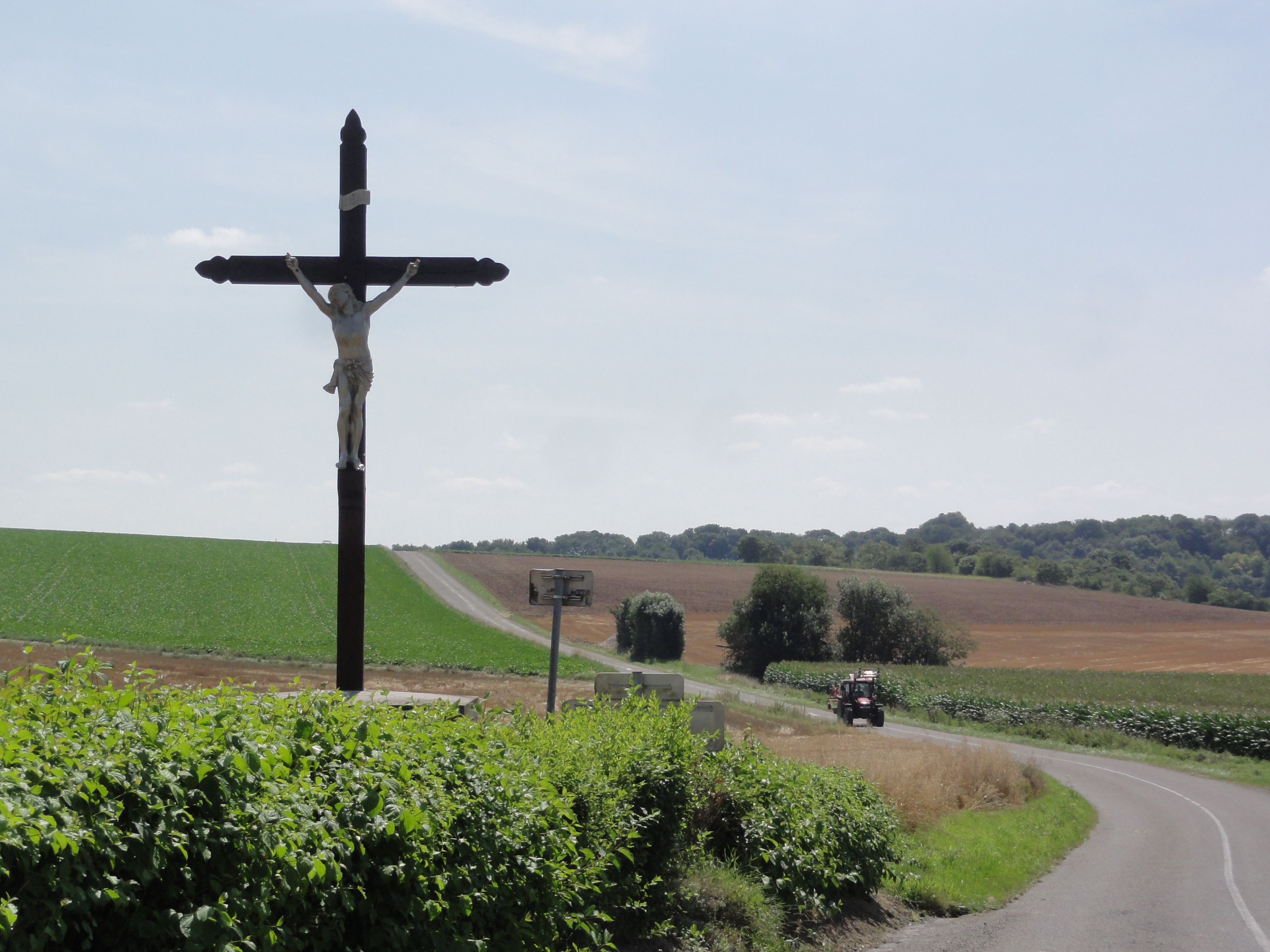
Calvaire.
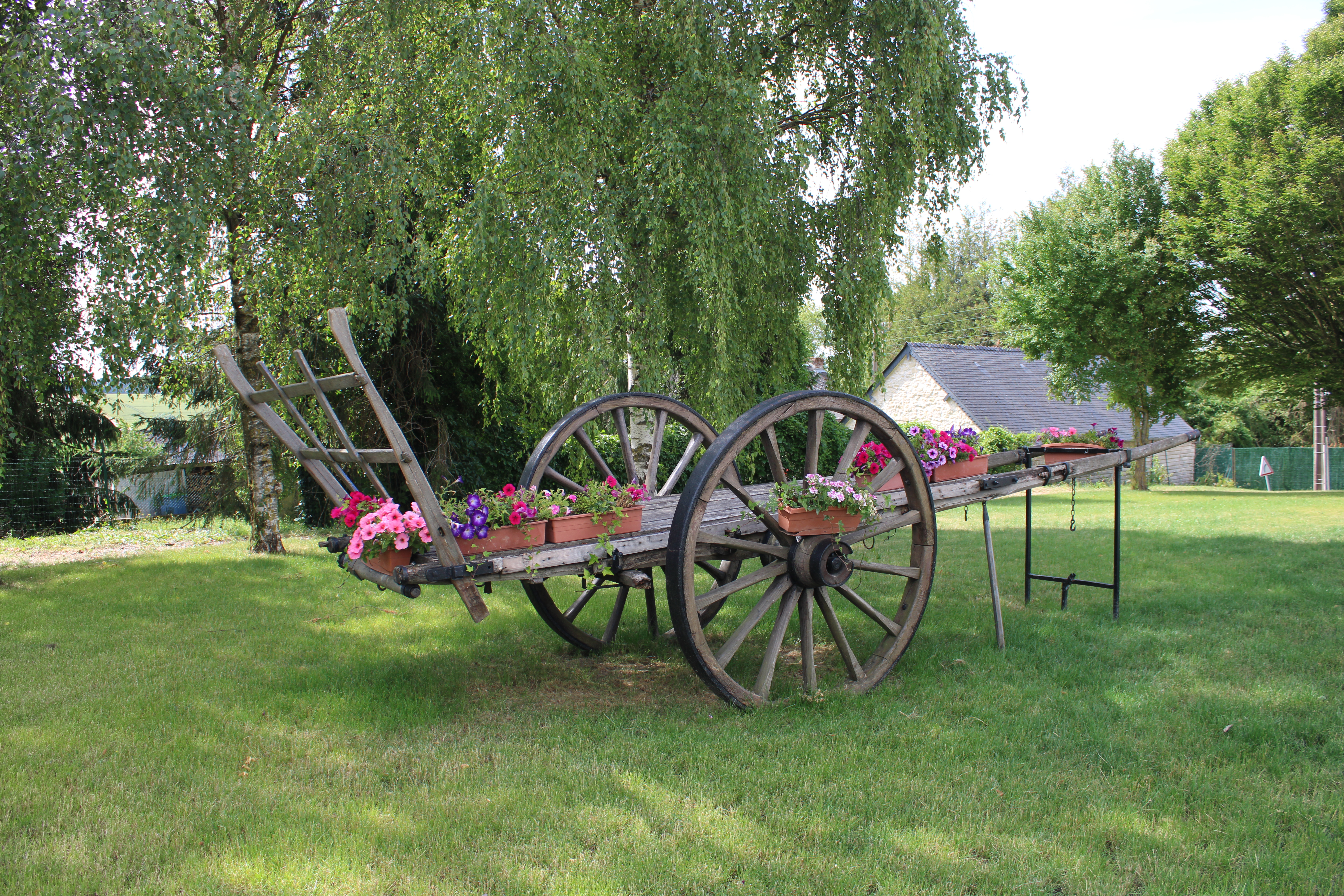
Mise en valeur du patrimoine agricole.

## Pour approfondir